# Naiad
A Naiad a Neptunusz legbelső holdja: távolsága a bolygótól 48 200 km. Átmérője 58 km, tömegét nem ismerjük. A naiaszok (najádok) görög mitológiai patak-, folyó- és forrásnimfák. A Voyager–2 szonda fedezte föl 1989-ben. Szabálytalan alakú.